# Frosinone Calcio
Frosinone Calcio er en italiensk fodboldklub der ligger i Frosinone, Lazio. Klubben spiller i den italienske liga Serie A.